# Wichtrach
Wichtrach é uma comuna da Suíça, no Cantão Berna, com cerca de 3.935 habitantes. Estende-se por uma área de 11,64 km², de densidade populacional de 338 hab/km². Confina com as seguintes comunas: Gerzensee, Häutligen, Herbligen, Jaberg, Kiesen, Kirchdorf, Münsingen, Oberdiessbach, Oppligen, Tägertschi.
A língua oficial nesta comuna é o Alemão.